# 内川蓮生
内川 蓮生（うちかわ れお、2004年6月22日 - ）は、日本の元俳優である。東京都出身。

## 概要
- 当初CMやキッズモデルなどで活動していたが、映画『ぶどうのなみだ』で俳優としての活動をスタートさせる。
- 小学3年生の時、『黒執事』のアニメと漫画を見てミュージカル『黒執事』で主人公、シエル・ファントムハイヴを演じたいと思うようになった。その後見事オーディションを勝ち抜き、2016年ミュージカル『黒執事〜NOAH'S ARK CIRCUS〜』でシエル・ファントムハイヴ役を歴代最年少で演じた。これが初舞台でもあった。翌年のミュージカル『黒執事-TANGO ON THE CAMPANIA-』でも同役を演じ、原作ファンから高い評価を得ている。
- 2020年3月31日 契約満了に伴い、アミューズを退所[1]。

## 人物
- ジャグリングやけん玉、絵を描くのが得意である。
- 共演者と積極的にコミュニケーションをとり、誰とでも仲良くなれる社交的な性格で、負けず嫌いでもある。
- 憧れの俳優は同事務所の佐藤健。
- 尊敬する人は手塚治虫。
- 好きなお菓子はかむかむレモン。

## 出演

### テレビドラマ
- 日曜劇場 おやじの背中 第8話（2014年8月31日、TBS） - フミヤ 役
- ウロボロス この愛こそ、正義。 第6話 (2015年2月20日 TBS)
- コード・ブルー -ドクターヘリ緊急救命- 第8話（2017年） - 川田慎一 役
- 下北沢ダイハード 第3話（2017年） - 杉田恵太 役
- 僕だけがいない街（2017年12月15日配信開始、Netflix） - 藤沼悟 (少年期) 役

### 情報番組
- Nスタ「森田さんのとことん天気（シーズン3）」（2010年9月27日 - 2011年4月1日、TBS） - 「れおくん」名義で出演

### 映画
- ぶどうのなみだ（2014年） - ロク幼少 役
- ブルーハーツが聴こえる（2017年） - 「少年の詩」主人公：石川健 役（撮影当時10歳（2014年））
- まく子（2019年） - 類 役

### 舞台
- 黒執事 〜NOAH’S ARK CIRCUS〜（2016年） - シエル・ファントムハイヴ 役
- 黒執事 -Tango on the Campania-（2017年） - シエル・ファントムハイヴ 役
- TIME3LIP 3LDK（2018年）

### 声優
- ドラゴンクエスト ユア・ストーリー（2019年）アルス 役

### CM
- 花王 リセッシュ（2010年）
- ユニバーサル・スタジオ・ジャパン（2010年）
- イオン ランドセル "かるすぽ"（2011年）
- Apple iPhone 4S（2012年）

### バラエティ
- アカデミーナイトG（2016年8月30日）
- イベントGO!（2016年）
- 痛快TVスカッとジャパン（2017年10月9日） - 浅丘一成 役
- ビットワールド（2018年4月6日 - 2020年3月27日） - レオ 役

### MV
- GACKT 48thシングル「罪の継承〜ORIGINAL SIN〜」